# Моттальчата
Моттальча́та (итал. Mottalciata) — коммуна в Италии, располагается в регионе Пьемонт, в провинции Бьелла.
Население составляет 1415 человек (2008 г.), плотность населения составляет 79 чел./км². Занимает площадь 18 км². Почтовый индекс — 13030. Телефонный код — 0161.
Покровительницей коммуны почитается Пресвятая Богородица, празднование 16 июля.

## Демография
Динамика населения:

## Администрация коммуны
- Официальный сайт: http://www.comune.mottalciata.bi.it/